# Réserve héréditaire
La réserve héréditaire ou, en Belgique, part réservataire est une portion de la succession qui est réservée par la loi à certains héritiers protégés (les « héritiers réservataires »).

## Droit belge
Une part minimale de l'héritage est réservée à certains héritiers, à savoir le conjoint survivant et les enfants (ou petits-enfants). La réserve du conjoint, obligatoirement marié, est au moins l'usufruit de la moitié de la succession et doit comprendre au moins l'usufruit de l'habitation familiale et des meubles qui le garnissent. La réserve des enfants représente la moitié du patrimoine.

## Droit français
Le droit français ne permet pas d'exhéréder certains héritiers (par exemple les enfants).
La réserve héréditaire a été définie par la loi du 23 juin 2006, au sein de l'article 912 du Code civil : « La réserve héréditaire est la part des biens et droits successoraux dont la loi assure la dévolution libre de charges à certains héritiers dits réservataires, s'ils sont appelés à la succession et s'ils l'acceptent. »

## Droit louisianais
En droit louisianais, hérité en partie de la France, la réserve héréditaire (forced heirship) est prévue à l'article 1493 du Code civil de la Louisiane. : « Art. 1493. A. Les héritiers réservataires sont les descendants au premier degré qui, à la mort du défunt, ou bien sont âgés de vingt-trois ans ou moins, ou bien quel que soit leur âge, en raison d'une déficience mentale ou d'un handicap physique, sont incapables de manière permanente de prendre soin de leur personne ou d'administrer leurs biens ». L'éligibilité fut restreinte après une loi de 1990. C'est une particularité unique au sein des États-Unis.

## Droit québécois
Il n'existe pas de réserve héréditaire en droit québécois, car la liberté de tester constitue la règle en matière de droit des successions, et ce depuis l'Acte de Québec de 1774.
Cependant, les notions de réserve héréditaire et de quotité disponible peuvent exceptionnellement trouver application dans le droit international privé québécois. Selon la professeure de droit Édith Vézina, « dans une succession testamentaire comportant une clause de droit applicable en faveur du droit québécois, l’article 3099, al. 1 C.c.Q. indique au liquidateur de la succession que la réserve héréditaire française doit tout de même être appliquée à l’immeuble situé en France. En effet, sans désignation du droit applicable au testament, c’est le droit français qui se serait appliqué à cet immeuble. C’est donc la désignation du droit québécois qui porte atteinte au droit des réservataires français. Cette désignation sera alors sans effet pour la portion réservataire de l’immeuble uniquement. La quotité disponible sera régie par le droit québécois désigné ».

## Droit suisse
La réserve héréditaire est prévu à l'art. 471 du Code civil. Elle est de la moitié de la part légale du conjoint survivant et des enfants, depuis 2023.
Il est possible d'exhéréder un héritier réservataire sous certaines conditions (art. 477 CC).